# Pseudochaetona polita
Pseudochaetona polita är en tvåvingeart som beskrevs av Townsend 1919. Pseudochaetona polita ingår i släktet Pseudochaetona och familjen parasitflugor.
Artens utbredningsområde är Peru. Inga underarter finns listade i Catalogue of Life.